# Maringouin
Maringouin es un pueblo ubicado en la parroquia de Iberville en el estado estadounidense de Luisiana. En el Censo de 2010 tenía una población de 1098 habitantes y una densidad poblacional de 576,01 personas por km².

## Geografía
Maringouin se encuentra ubicado en las coordenadas 30°29′27″N 91°31′7″O / 30.49083, -91.51861. Según la Oficina del Censo de los Estados Unidos, Maringouin tiene una superficie total de 1.91 km², de la cual 1.91 km² corresponden a tierra firme y (0%) 0 km² es agua.

## Demografía
Según el censo de 2010, había 1098 personas residiendo en Maringouin. La densidad de población era de 576,01 hab./km². De los 1098 habitantes, Maringouin estaba compuesto por el 13.66% blancos, el 85.88% eran afroamericanos, el 0% eran amerindios, el 0.09% eran asiáticos, el 0% eran isleños del Pacífico, el 0% eran de otras razas y el 0.36% pertenecían a dos o más razas. Del total de la población el 0.18% eran hispanos o latinos de cualquier raza.